# Сборна дивизия
Сборна дивизия е българска военна част, действала през Първата световна война.

## Формиране
Формирана е на 28 септември 1916 г. в състав: 35-и, 36-и, 53-ти, 6-и, 82-ри пехотен полк, 11-и и 6-и маршеви полк, 3-ти и 4-ти конен полк, сборен артилерийски, тежък артилерийски и 2-ри артилерийски полк и пионерна дружина.  Дивизията обединява формираните след сраженията при Добрич на базата на подвижния резерв на Варненския укрепен пункт Добрички войски и втора бригада на Шеста пехотна дивизия, която също участва в боевете край Добрич.

## Боен път
Сражава се в Добруджа през 1916 г. в състава на Трета армия и на Македонския фронт през 1917 г. Към 7 октомври 1916 г. дивизията е в състав 8-и, 35-и, 36-и и 11-и маршеви полк – 22 дружини, 1 ескадрон и 14 батареи. При втората атака на Кубадинската позиция дивизията се състои от 8-и, 35-и (три дружини), 36-и (три дружини), 53-ти, 2/36-а дружиина, лява и дясна артилерийски групи.

## Командване и състав
Щаб на дивизията
- Началник на дивизията – генерал-майор Тодор Кантарджиев (1916 – 1917)

Първа бригада
- Командир на бригадата – полковник Марин Цонков
  - 6-и маршеви полк
  - 11-и маршеви полк
  - 8-и пехотен приморски полк
  - 53-ти пехотен полк (до октомври 1917 г.[5])
  - 82-ри пехотен полк

Втора бригада
- Командир на бригадата – подполковник Тодор Комсиев (от 1917)
  - Командир на 35-и пехотен врачански полк
  - Командир на 36-и пехотен козлодуйски полк

Трета бригада
- Командир на бригадата – полковник Юрдан Аврамов

Други части
- Сборен тежък артилерийски полк
- Трети конен полк
- Четвърти конен полк
- Втори артилерийски полк
- Пионерна дружина

## Началници
Званията са към датата на заемане на длъжността.
| №  | звание        | име               | дати                 |
| -- | ------------- | ----------------- | -------------------- |
| 1. | Генерал-майор | Тодор Кантарджиев | 1916 – октомври 1917 |